# Oskar Dobat
Oskar Dobat (* 4. Mai 1914 in Heilsberg; † 18. Januar 1973 in Bad Segeberg) war ein deutscher Politiker (NSDAP).
Dobat trat zum 1. Mai 1934 in die NSDAP ein (Mitgliedsnummer 3.538.935). In dieser brachte er es bis zum Führer des HJ-Gebietes Ostpreußen. Der Schwerpunkt seiner Tätigkeit lag in den Städten Stallupönen und Königsberg. Von Oktober 1936 bis Oktober 1938 gehörte Dobat der Wehrmacht an. 1942 wurde er zum HJ-Oberbannführer und am 9. November 1942 zum Hauptbannführer der HJ ernannt.
Dobat trat am 17. November 1943 im Nachrückverfahren für den verstorbenen Abgeordneten Willi Boeckmann in den Nationalsozialistischen Reichstag ein, in dem er bis zum Ende der NS-Herrschaft im Frühjahr den Wahlkreis 1 (Ostpreußen) vertrat.
Dobat war verheiratet mit Gerda, geb. Zebrowski.